# Ropica laevicollis
Ropica laevicollis là một loài bọ cánh cứng trong họ Cerambycidae.